# Episodi di Jaguar
La prima stagione della serie televisiva Jaguar è stata distribuita il 22 settembre 2021 su Netflix in tutti i territori in cui è presente il servizio.
| N° | Titolo originale | Titolo italiano | Pubblicazione Spagna | Pubblicazione Italia |
| -- | ---------------- | --------------- | -------------------- | -------------------- |
| 1  | Haus             | Haus            | 22 settembre 2021    | 22 settembre 2021    |
| 2  | El hotel         | L'hotel         | 22 settembre 2021    | 22 settembre 2021    |
| 3  | El Gran Club     | Il Gran Club    | 22 settembre 2021    | 22 settembre 2021    |
| 4  | Almerìa          | Almerìa         | 22 settembre 2021    | 22 settembre 2021    |
| 5  | El hospital      | L'ospedale      | 22 settembre 2021    | 22 settembre 2021    |
| 6  | El molino        | Il mulino       | 22 settembre 2021    | 22 settembre 2021    |

## Haus
- Titolo originale: Haus
- Diretto da: Carlos Sedes

- Scritto da: Gema R. Neira, David Orea, Salvador S. Molina y Moisés Gómez

### Trama
Il gruppo di Lucera sta seguendo da tempo Isabel, una ragazza che vive da sola e lavora di sera un ristorante tedesco, Haus. La ragazza parla fluentemente tedesco, e prende sempre strade diverse e lunghe per andare al lavoro. In particolare, la ragazza sembra interessata a un ospite in particolare, Otto Bachmann. Una sera, ottiene da una donna che dirige un locale del veleno con il quale vuole uccidere Otto Bachmann la sera della commemorazione del compleanno di Adolf Hitler, ma scopre che il veleno è in realtà liquore allungato. Mentre fugge dal locale, viene presa dal gruppo di Lucena e portata nel loro appartamento-nascondiglio, dove viene minacciata di essere torturata e infine le viene chiesto di unirsi al gruppo. Decide di unirsi quando scopre che anche Lucena è un ex deportato. In seguito, Isabel scoprirà che anche il Sordo e Marsé sono ex-deportati e che Castro ha perso il padre in un campo di concentramento e che un suo compagno, Sordo, aveva promesso lui di prendersi cura del figlio. L'obiettivo del gruppo è di usare Bachmann come mezzo per rintracciare gli altri nazisti nel paese, in particolare Heim, medico di Mauthausen colpevole di aver condotto esperimenti atroci sugli internati. Nei flashback, viene raccontato il primo giorno di Isabel a Mauthausen e la morte del padre.

## L'hotel
- Titolo originale: El hotel

- Diretto da: Carlos Sedes

- Scritto da: Gema R. Neira, David Orea, Salvador S. Molina y Moisés Gómez

### Trama
Lucena e Isabel impersonano una ricca coppia nel tentativo di entrare nelle grazie di Otto Bachmann e della moglie Ilse. Dopo aver attirato l'attenzione della moglie in un atelier, Isabel realizza quanto sia difficile reggere il gioco davanti a chi ha partecipato all'omicidio di tutta la sua famiglia. La ricca donna che finanzia il gruppo riesce a far ottenere a Lucena un invito per un ballo in maschera organizzato dalla sezione femminile della Falange. La sera successiva Lucena e Isabel vengono invitati da Bachmann a cena all'Haus. Isabel ha paura che il capo sala, per il quale aveva lavorato, spifferi chi realmente è facendo saltare la loro copertura, per poi scoprire che è sempre stato un alleato di Lucena, anche quando lei era ancora dipendente del ristorante. A fine cena, Bachmann insiste che Lucena vada con lui mentre Ilse porta Isabel a casa propria.

## Il gran club
- Titolo originale: El gran club
- Diretto da: Carlos Sedes
- Scritto da: Gema R. Neira, David Orea, Salvador S. Molina y Moisés Gómez

### Trama
Bachmann porta Lucena al suo allevamento di cavalli, dove lo mette alla prova per capire se sia degno di fiducia o no. Isabel intanto prende un drink insieme ad Ilse a casa Bachmann, un vero museo del nazional-socialismo tedesco e delle SS, avendo difficoltà a gestire le emozioni. Ilse le rivela di aver avuto un marito precedente a Bachmann e ipotizza che questo sia il motivo per il quale Isabel sembra sempre a disagio o in imbarazzo. Dopo essere tornata alla base, aspetta con ansia il ritorno di Lucena che arriva sano e salvo. Il giorno seguente Lucena e Isabel vengono invitati a un evento al Gran Club, luogo di riunione dei nazisti nascosti in Spagna e dei falangisti. Bachmann parla di affari insieme a Lucena e in particolare di un carico di merce da importare dal Portogallo. Isabel spia una chiamata di Bachmann, in cui viene citato un vescovo cattolico. La sera, Bachmann sfugge a un inseguimento del gruppo e scompare. Castro ha un incontro notturno segreto, cosa che insospettisce Sordo. Non incontrando la donna al Prado, Lucena inizia a temere di essere stato scoperto e mette a soqquadro la stanza di hotel, in cui Isabel e lui ancora fingono di vivere per la copertura. Nell'hotel, Lucena incontra la finanziatrice. Rapendo e torturando l'assistente di Bachmann scoprono che è andato ad Almerìa, che Heim è entrato nel paese travestito da monaco. Ormai consapevoli di essere alle strette, Isabel e Lucena irrompono nel Grand Club e riescono ad appropriarsi del biglietto scritto da Bachmann durante la chiamata ascoltata da Isabel. Marsé si offre di uccidere l'assistente di Bachmann, prima di sparagli gli recita una parte del vangelo di Matteo, accusando lui e tutti i nazisti di avergli rubato Dio nei campi di concentramento.

## Almerìa
- Titolo originale: Almerìa
- Titolo in italiano: Almerìa
- Diretto da: Carlos Sedes
- Scritto da: Gema R. Neira, David Orea, Salvador S. Molina y Moisés Gómez

### Trama
Arrivato a Almerìa, cittadina marittima, il gruppo si mette alla ricerca di Bachmann, della moglie e di Heim, sperando che il codice trovato negli appunti di Bachmann possa aiutali. Dopo aver cercato negli uffici, alle poste e nelle agenzie di affitto delle case vacanze, Isabel ricorda la passione di Ilse per il nuoto. Il gruppo inizia la ricerca di Ilse nelle spiagge una volta travata, affittano la casa dirimpetto a quella in cui vivono i Bachmann. La casa è pesantemente sorvegliata, cosa che fa intuire loro la presenza di Heim. Il gruppo intuisce inoltre che Bachmann vuole far sì che Heim lasci il paese dopo aver scoperto del gruppo e, alla fine, capiscono che il codice trovato è la sigla della barca che Bachmann ha intenzione di utilizzare per far raggiungere a Heim un battello che ha come destinazione l'Egitto. Il Sordo, salito a bordo, insieme a Castro, della barca da loro presa in affitto per poter inseguire Bachmann anche via mare, spinge Castro a dire la verità sui suoi incontri notturni: pensando che il ragazzo stesse tradendo il gruppo, il Sordo scopre che in realtà si incontra in segreto con il suo amante, rivelandogli così la propria omosessualità. Isabel, l'unica in grado di riconoscere Heim, in quanto assiduo frequentatore della casa di Bachmann nel campo di Mauthausen, non riesce mai a vederlo in faccia ma lo riconosce da una carta di caramella, trovata nella spazzatura, dello stesso tipo che Heim era solito mangiare dopo pranzo nel campo di concentramento. Avendo bisogno di più certezza, manomettono i sistemi elettrici del quartiere e Castro si finge elettricista per poter scattare delle foto a Heim. Dopo poco, Heim e Bachmann si allontanano dalla casa. L'inseguimento si sposta in mare, Lucena spinge la loro barca contro quella di Bachmann che esplode.

## L'ospedale
- Titolo originale: El hospital
- Titolo in italiano: L'ospedale
- Diretto da: Jacobo Martínez
- Scritto da: Gema R. Neira, David Orea, Salvador S. Molina y Moisés Gómez

### Trama
Bachmann riesce a salvare Heim portandolo nell'ospedale della città, dove il gruppo riesce a rintracciarlo. Bachmann avvisa la moglie di prepararsi a partire e poi contatta un generale dell'esercito, che gli invia un contingente di uomini per sorvegliare l'ospedale, dato che le condizioni di salute di Heim non gli permettono di essere dimesso velocemente. Il gruppo è già nell'ospedale e nascosti nella cappella, devono decidere, ciascuno per sé, se arrendersi o continuare la missione, ora più pericolosa che mai. Sentendo vicina la fine, il Sordo dà a Castro una foto di suo padre e dei suoi compagni nella baracca del campo, rasati e denutriti, e confessa al ragazzo di non essere stato un loro compagno ma il loro kapò. facendo intendere che proprio i suoi compagni gli abbiano tagliato la lingua e non i nazisti, come Castro pensava. Il gruppo decide di continuare la missione, rapendo Heim e trasportandolo fuori dall'ospedale facendolo passare per un feretro: nella missione, Sordo viene ferito prendendo un proiettile al posto di Castro, Lucena si offre come esca per Bachmann rimanendo bloccato sul tetto dell'ospedale, Marsé costringe Isabel a fuggire con Heim ma senza di lui, che rimane a combattere contro i soldati.

## Il mulino
- Titolo originale: El molino
- Titolo in italiano: Il mulino
- Diretto da: Jacobo Martínez
- Scritto da: Gema R. Neira, David Orea, Salvador S. Molina y Moisés Gómez

Isabel torna al mulino, base iniziale del gruppo ad Almerìa e punto di ritrovo in caso di situazioni di emergenza. Heim è malato e affaticato e inizialmente non capisce se Isabel sti a dalla parte di Bachmann o di Lucena. Una volta capito, inizialmente sostiene di non essere Heim e in seguito di giustificare le proprie azioni, per poi arrivare a raccontare a Isabel di un ragazzo spagnolo che era sopravvissuto estremamente a lungo a una sua sperimentazione, a provare, secondo lui, la tempra degli spagnoli, superiore a quella delle altre nazionalità rinchiuse nel campo. Un contadino della zona scopre i due nel mulino, Heim gli chiede di chiamare la polizia, ben consapevole dell'influenza di Bachmann e della simpatia di Franco per i nazisti, mentre Isabel lo implora di non farlo, spiegando lui quello che Heim ha fatto agli internati. Davanti al contadino, Heim rivela che il ragazzo che aveva resistito così tanto ai suoi esperimenti era proprio il fratello di Isabel, che era restato non solo vivo ma anche sveglio nonostante avesse iniettato nel suo cuore svariate sostante tossiche, lo avesse parzialmente scuoiato e, infine, disturbato dallo sguardo del ragazzo, sempre puntato su di lui, gli aveva fatto cavare gli occhi dalle orbite mentre era ancora vivo e sveglio. Il contadino, non facendosi influenzare dalle scuse di Heim, che sembra davvero convinto di averlo fatto per il bene della scienza e della medicina, porta a Isabel un kit di primo soccorso, che aveva richiesto lei per poter dare una prima assistenza a Heim e impedirne la morte, e se ne va. Isabel, per salvare il nazista, gli fa una trasfusione del proprio sangue. Marsé arriva al mulino seguito da Castro e Sordo, gravemente ferito, che probabilmente muore a fine episodio, anche se non è mostrato con chiarezza. Marsé esce a pregare per Lucena, che è rimasto nelle mani di Bachmann. La stagione si conclude con Bachmann che tortura Lucena, con sottofondo una canzone come nel campo. Lucena è, infatti, tenuto legato e sospeso da terra da delle catene bagnate e torturato tramite scosse elettriche fatte passare nelle catene stesse.